# The Pilgrim
Die Rosensorte 'The Pilgrim', syn. 'AusWalker' ist eine Englische Rose, die David Austin 1991 eingeführt hat. Sie ist ein Abkömmling von 'Graham Thomas' × 'Yellow Button' und wird in Deutschland unter dem  Namen 'Gartenarchitekt Günther Schulze' vertrieben. 
'The Pilgrim' bildet etwa 9 cm große gefüllte gelbe Blüten, die in Büscheln auftreten und stark duften. Die Farbe variiert je nach Klima leicht. Der Strauch wird etwa 1,5 m hoch und erreicht einen Durchmesser von rund 125 cm, hat leuchtend grünes Laub und ist mit großen Stacheln versehen.
Zu dieser Züchtung schreibt Austin:

„…Diese Rose war kein Zufallssämling. Ich war schon immer überzeugt, daß eine Kreuzung zwischen 'Graham Thomas' und 'Yellow Button' eine Sorte ergeben müßte ... Leider erwies sich eine solche Kreuzung als sehr schwierig, da 'Yellow Button' nur wenig Pollen und keine Samen produziert. Nur, indem wir winzige Mengen von Pollen von hunderten Blüten sammelten, erhielten wir genügend für unsere Züchtung.“

Die seidigen Blüten der 'Pilgrim' sind von weichem Gelb und vollendeter Rosettenform. Die inneren Blütenblätter sind gelb, die äußeren sind fast weiß. Die Rose ist sehr robust mit aufrechtem Wuchs, kräftigem grünen Laub und sehr remontierfreudig.